# Edvard Kokolj
Edvard Kokolj (partizansko ime Martin), slovenski, književni kritik, partizanski časnikar in prevajalec, * 2. oktober 1911, Ljubljana, † 1. april 1945, Vojsko.
Diplomiral je iz slavistike na ljubljanski filozofski fakulteti. Spomladi 1942 se je pridružil narodnoosvobodilni borbi, na Primorsko je prišel po kapitulaciji Italije in sodeloval v 31. diviziji in 9. korpusu.
Bil je med pobudniki za ustanovitev časopisa Partizanski dnevnik, ki je začel izhajati 26. novembra 1943 vasi Zakriž nad Cerknim, razmnožen na ciklostil sprva kot glasilo 31. divizije in kasneje kot glasilo 9. korpusa. Kokolj je že pred vojno s članki in književnimi kritikami sodeloval pri reviji Modra ptica in časopisu Ljubljanski zvon ter prevajal iz ruščine. Za Partizanski dnevnik je pisal uvodnike in članke. 